# Língua mongoió
A língua mongoió (ou mongoyó) é uma língua extinta pertencente ao tronco linguístico macro-jê, falada pelos mongoiós da capitania da Bahia.

## Vocabulário
Vocabulário mongoió recolhido por Wied:
| Português                  | Mongoió            | Comentários                                               |
| -------------------------- | ------------------ | --------------------------------------------------------- |
| água                       | sa                 | a muito breve                                             |
| alegria                    | anchoro            | ch gutural, ro com a ponta da língua                      |
| alto                       | hoiniá             | á breve, tudo pelo nariz                                  |
| anzol                      | kediahaie          | e breve, hai acent.                                       |
| anta                       | herä               | breve                                                     |
| arara                      | tschokä            |                                                           |
| arco                       | cuan               |                                                           |
| areia                      | acdäengaranä       | ädä breve [sic], en apenas audível                        |
| árvore                     | hauué              | ué breve, tudo pelo nariz                                 |
| assar                      | ?                  |                                                           |
| ave                        | schaná             |                                                           |
| boca                       | häräko             |                                                           |
| bodoque                    | diapä              | dia breve, pä idem                                        |
| boi                        | hereró             | he indistinto                                             |
| bom                        | koikí              |                                                           |
| bonito                     | scho-hó            | scho longo, hó breve e destacado                          |
| borboleta                  | schakréré          |                                                           |
| botocudo                   | kuanikochiä        |                                                           |
| braço                      | nichuá             | ch como em alemão, pelo nariz                             |
| branco                     | inkohéro           | he breve                                                  |
| buraco                     | aekó               | ae algo longo, ko breve                                   |
| buscar (vá ali e buscque!) | ihanä              | ä breve                                                   |
| cabeça                     | hero               | lingual e muito breve                                     |
| cabelo                     | kä                 | muito breve e como que interrompido                       |
| cair                       | kogerachkä         | mal distinto                                              |
| calcanhar                  | hoak               |                                                           |
| calor                      | schahadio          | dió [sic] breve, pelo nariz e céu da boca                 |
| caminho                    | hyá                |                                                           |
| canoa                      | hoinaká            |                                                           |
| cantar                     | hekegnahekuechkä   | pelo nariz, tudo breve e confuso                          |
| capim                      | kaï                | a e ï algo separados                                      |
| cavalo                     | cavaró             | o meio como ü                                             |
| cera                       | hioí               | todas as letras separadas                                 |
| choça, casa                | dea                | breve, pelo nariz e céu da boca                           |
| chover                     | tsorachka          |                                                           |
| cinza                      | aechkeia           |                                                           |
| comer                      | niukuá             | niu apenas audível, kuá acentuado                         |
| coral (cobra)              | dideré             |                                                           |
| correr                     | niani              |                                                           |
| corça                      | hénä               |                                                           |
| cutia                      | hohion             | pelo nariz, sem acentuação particular                     |
| criança                    | koinin             | nin acentuado                                             |
| cuia                       | kerächká           | äch breve e pelo céu da boca                              |
| dar                        | adchó              | ch palat.                                                 |
| dá cá!                     | nechó              | idem                                                      |
| dançar                     | ecoin              | nasal                                                     |
| dedo (primeiro)            | inhindió           | inhin breve e indistinto                                  |
| dedo (segundo)             | ndiachhiä          | idem                                                      |
| dedo (terceiro)            | ndjaënó            |                                                           |
| dedo (quarto)              | ndioëgrá           |                                                           |
| dente                      | dió                |                                                           |
| dia                        | ari                | a arrastado, i e a breves                                 |
| dormir                     | hakegnehodochkó    |                                                           |
| espeto                     | ohindio            | dió [sic] breve, palatal e mal distinto                   |
| espingarda                 | kiakó              |                                                           |
| estrela                    | péo                | o cheio, acentuação em e                                  |
| eu                         | echchá             |                                                           |
| faca                       | kediahadó          | indistinto e breve                                        |
| falar                      | schakréré          |                                                           |
| fava                       | kegná              |                                                           |
| filho                      | kediägrá           |                                                           |
| flecha                     | hoay               |                                                           |
| flor                       | huänhindó          |                                                           |
| fogo                       | diachke            |                                                           |
| folha                      | ere                | e muito breve                                             |
| fruto                      | keränä             | e e ä final curtos                                        |
| ferida                     | andöhïu            | dö indistinto, üi [sic] separados                         |
| gato pintado               | kuichhua-dan       | tudo destacado                                            |
| grande                     | iró-oró            |                                                           |
| homem                      | hiiemá             |                                                           |
| ilha                       | kahoï              |                                                           |
| ir                         | man                |                                                           |
| irmã                       | ichodorá           |                                                           |
| irmão                      | kiachkoadan        | as três últimas sílabas breves                            |
| jacutinga                  | schanensü          | ü entre ü, e e ö                                          |
| jacupemba                  | schaheiä           |                                                           |
| jaguatirica                | kuich-hua          | ch como em alemão                                         |
| jararaca                   | dká-hiä            |                                                           |
| jazer, estar deitado       | konuï              |                                                           |
| jibóia                     | kta-hiä            |                                                           |
| língua                     | diacherä           |                                                           |
| lua (a)                    | hädiä              | acento em diä                                             |
| luz                        | ichke              | in gutural, ke breve                                      |
| macaco                     | caun               | como a palavra portuguesa cão                             |
| machado                    | jakedochkó         |                                                           |
| mão                        | ninkre             | kre muito breve                                           |
| mar                        | sonhiä             |                                                           |
| mata                       | dochodiä           |                                                           |
| matar                      | hendechedau        |                                                           |
| mentira                    | nechionän          |                                                           |
| moço                       | crenän             |                                                           |
| monte                      | here               |                                                           |
| morrer                     | endiänä            | diänä breve                                               |
| morto                      | hendechedau        | e breve, ch palat.                                        |
| mutum                      | schachedá          |                                                           |
| muitos                     | eühiähiä           | eü apenas audível                                         |
| mulato                     | kediachká          | ach gutural e palat.                                      |
| mulher                     | krochediorá        |                                                           |
| nada                       | hatschhoho         | hatsch algo alongado, hoho breve                          |
| nadar                      | sandedá            |                                                           |
| não                        | moschi             | breve                                                     |
| nariz                      | nihiekó            |                                                           |
| negro                      | khohadá            | kho tão breve que apenas se ouve, dá breve                |
| noite                      | huerachká ou húerá |                                                           |
| olho                       | kedó               |                                                           |
| onça pintada               | jaké-déré          |                                                           |
| onça parda (suçuarana)     | jaké-koará         |                                                           |
| onça preta                 | jaké-hyä           |                                                           |
| orelha                     | nichkó             | nich pelo nariz, ch pouco audível, kó breve               |
| paca                       | hohion             | pelo nariz e sem acent. particular                        |
| pai                        | keandá             | e algo cheio                                              |
| pau, madeira               | hoindá             | oin unido, dá breve                                       |
| pedra                      | keá                | nasal                                                     |
| peito                      | kniochhere         | here breve                                                |
| peixe                      | huá                | nasal                                                     |
| pequeno                    | krahado            | kra com a ponta da língua, hado muito breve               |
| perna                      | tächketse          | ketse breve                                               |
| pescoço                    | ninkhedió          | khe indefinível, h nasal, dió muito breve                 |
| pintar                     | indärä             | därä breve                                                |
| polegar                    | nede               | primeiro e indistinto, segundo breve                      |
| ponte                      | hondiá             | diá muito breve                                           |
| porco (doméstico)          | kuä-hirochdá       |                                                           |
| preto                      | koachedá           | e apenas audível, da [sic] breve                          |
| queimar                    | undsedó            | dsedó breve                                               |
| queixada (porco-do-mato)   | kuä-hiä            |                                                           |
| queixo                     | nichkaran          | nich gutural, tudo muito breve                            |
| raiz                       | káse               |                                                           |
| rede                       | huerachkachká      | tudo nasal e breve                                        |
| regato                     | sanhoá             | hoá breve                                                 |
| relâmpago                  | tsahochkó          | kó breve                                                  |
| rio                        | kedochhiä          |                                                           |
| sal                        | eschké             | esch alongado, ké acent.                                  |
| sangue                     | kedió              | e e o breves                                              |
| sim                        | koki               | o indistinto                                              |
| aobre                      | hoéchoá            | tudo breve e indistinto, o a especialmente                |
| sol (o)                    | hioso              | ö [sic] entre ö e ü                                       |
| soprar                     | sckkí              | [assim mesmo no orig.] (i breve                           |
| tamanduá-bandeira          | perá               |                                                           |
| tatu (grande)              | panká-hiä          | ä destacado                                               |
| terra, chão                | e                  | breve                                                     |
| testa                      | aké                | e breve e acent., a indist.                               |
| tossir                     | cogerä             | rä breve, nasal                                           |
| trovão                     | sankoray           | breve, san apenas audível                                 |
| velho                      | stahie             | i e e destac., e breve                                    |
| vento                      | hedjechke          | je como em francês, ech palat., ke indistinto             |
| ventre                     | kniooptech         | ech muito breve                                           |
| vermelho                   | cohirá             | co quase inaudível, hirá pelo nariz, rá destacado e breve |
| voar                       | hohdonichkó        | ó breve                                                   |